# At Play Vol. 4
At Play Vol. 4 je kompilační album kanadského producenta Deadmau5e. Jako ostatní alba ze série At Play i toto obsahuje skladby z předchozích alb Vexillology a Full Circle. Dále obsahuje skaldbu GH, která "byla vytvořena v době před Random Album Title". Tato skladba také využívá samplu ze skladby Sometimes I Fail.

## Seznam skladeb
| Pořadí         | Název                                               | Délka   |
| -------------- | --------------------------------------------------- | ------- |
| 1.             | I Like Your Music (feat. Billy Newton-Davis)        | 3:40    |
| 2.             | 1891                                                | 5:54    |
| 3.             | GH                                                  | 6:15    |
| 4.             | Tau V1                                              | 8:01    |
| 5.             | Point Vanishes                                      | 7:02    |
| 6.             | Trepid                                              | 7:07    |
| 7.             | Fustercluck                                         | 4:52    |
| 8.             | Sex, Lies, Audiotape (Redux Mix)                    | 7:00    |
| 9.             | Subvert                                             | 5:52    |
| 10.            | Something Inside Me (vs. Melleefresh) (Electro Mix) | 5:44    |
| Celková délka: | Celková délka:                                      | 1:01:37 |